# شهرستان قاراش‌سیزلیق
شهرستان قاراش‌سیزلیق (به ترکمنی: Garaşsyzlyk etraby، قاراش‌سیٛزلیٛق اطرابیٛ) یک شهرستان منحل شده در ترکمنستان است که در استان لب آب واقع شده‌است.
این شهرستان در تاریخ ۲۵ نوامبر ۲۰۱۷، منحل شده و اراضی آن به شهرستان ده‌نو ملحق شد.